# Spațiu funcțional
În matematică, un spațiu funcțional este o mulțime de funcții cu același domeniu și codomeniu fixe. Adesea, domeniul și/sau codomeniul vor avea o structură suplimentară care este moștenită de spațiul funcțional. De exemplu, funcțiile definite pe orice mulțime X cu valori într-un spațiu vectorial au o structură naturală de spațiu vectorial, dată de adunarea pe puncte și de înmulțirea cu un scalar. În alte scenarii, spațiul funcțional ar putea moșteni o structură topologică sau metrică, prin urmare, de unde denumirea de spațiu funcțional. 

## În algebra liniară

Adunarea funcțiilor: Suma funcției sinus cu exponențiala este cu

Fie V un spatiu vectorial peste un corp F și fie X o mulțime. Funcțiile definite pe X cu valori în V pot primi structura de spațiu vectorial peste F unde operațiile sunt definite pe puncte, adică pentru orice f,g: X → V , orice x din X și orice c din F, se definește 
{\displaystyle (f+g)(x)=f(x)+g(x)}
{\displaystyle (c\cdot f)(x)=c\cdot f(x)}
Atunci când domeniul X are o structură suplimentară, s-ar putea lua în considerare în schimb submulțimea (sau subspațiul⁠(d)) tuturor acestor funcții care respectă structura respectivă. De exemplu, dacă X este și spațiu vectorial peste F, mulțimea aplicațiilor liniare X → V formează un spațiu vectorial peste F cu operații pe puncte (adesea notate Hom(X, V)). Un astfel de spațiu este spațiul dual⁠(d) al lui V: mulțimea formelor lineare⁠(d) V → F cu adunarea și înmulțirea cu scalar definite pe puncte.

## Exemple
Spațiile funcționale apar în diferite domenii ale matematicii: 
- În teoria mulțimilor, mulțimea funcțiilor definite pe X cu valori în Y poate fi notată X → Y sau Y X.
  - Ca un caz special, mulțimea părților⁠(d) unei mulțimi X poate fi identificată cu mulțimea tuturor funcțiilor de la X la {0, 1}, notată 2X.
- Mulțimea bijecțiilor de la X la Y este notată cu {\textstyle X\leftrightarrow Y}.  Notatia factorial X! poate fi utilizată pentru permutările unei singure mulțimi X.
- În analiza funcțională se observă aceleași lucru pentru transformări liniare continue, incluzând topologii pe spațiile vectoriale⁠(d), iar multe dintre exemplele majore sunt spații funcționale care au o topologie; cele mai cunoscute exemple sunt spațiile Hilbert și spațiile Banach.
- În analiza funcțională mulțimea tuturor funcțiilor definite pe numerele naturale cu valori într-o anumită mulțime X se numesc spațiu de șir⁠(d). Se compune din mulțimea tuturor șirurilor posibile ale elementelor lui X.
- În topologie, se poate încerca să se aplice o topologie pe spațiul funcțiilor continue definite pe un spațiu topologic X cu valori în altul Y, utilitatea depinzând de  natura spațiilor. Un exemplu utilizat în mod obișnuit este topologia compactă deschisă⁠(d), cum ar fi spațiul buclă⁠(d). Există și topologia produsului⁠(d) pe spațiul funcțiilor din teoria mulțimilor (adică nu neapărat funcții continue) YX.  În acest context, această topologie este denumită și topologia convergenței punctuale.
- În topologia algebrică, studiul teoriei homotopiei⁠(d) este în esență cel al invarianților discreți ai spațiilor funcționale;
- În teoria proceselor stohastice, problema tehnică de bază este cum să se construiască o măsură de probabilitate⁠(d) pe un spațiu funcțional al căilor procesului (funcții de timp);
- În teoria categoriilor, spațiul funcțional se numește obiect exponențial⁠(d) sau obiect de aplicații⁠(d).  Apare într-un fel ca reprezentare a bifunctorului canonic⁠(d); dar și ca functor (simplu), de tip [ X , -], apare ca functor adjunct⁠(d) al unui functor de tip (-×X) pe obiecte;
- În programarea funcțională și calculul lambda⁠(d), tipurile funcțiilor⁠(d) sunt folosite pentru a exprima ideea de funcțională⁠(d).
- În teoria domeniilor⁠(d), ideea de bază este de a găsi construcții din ordini parțiale⁠(d) care pot să modeleze calculul lambda, creând o categorie carteziană închisă⁠(d) cu comportament favorabil.
- În teoria reprezentării grupurilor finite⁠(d), date fiind două reprezentări finit-dimensionale V și W ale unui grup G, se poate forma o reprezentare a lui G peste spațiul vectorial al aplicațiilor liniare Hom(V,W), numită reprezentarea Hom⁠(d). [1]

## Analiza funcțională
Analiza funcțională este organizată în jurul tehnicilor adecvate pentru a aduce spațiile de funcții ca spații vectoriale topologice⁠(d) la îndemâna ideilor care se vor aplica spațiilor normate de dimensiune finită. 
- Spațiul Schwartz⁠(d) de funcții indefinit derivabile rapid descrescătoare și distribuțiile lor temperate⁠(d) duale
- Spațiul Lp
- {\textstyle C(\mathbf {R} )}{\displaystyle C(\mathbf {R} )} funcții continue înzestrate cu topologia normei uniforme
- {\displaystyle C_{C}(\mathbf {R} )}funcții continue pe suport compact⁠(d)
- {\displaystyle B(\mathbf {R} )}{\textstyle B(\mathbf {R} )} funcții mărginite
- {\textstyle C_{0}(\mathbf {R} )} funcții continue care dispar la infinit
- {\textstyle C^{r}(\mathbf {R} )} funcții continue cu primele r derivate continue.
- {\textstyle C^{\infty }(\mathbf {R} )} funcții indefinit derivabile
- {\displaystyle C_{C}^{\infty }(\mathbf {R} )} funcții indefinit derivabile cu suport compact⁠(d)
- {\textstyle D(\mathbf {R} )} suport compact pe topologia marginii
- {\textstyle W^{k,p}} spațiu Sobolev⁠(d)
- {\textstyle {\mathcal {O}}_{U}}funcții olomorfe
- funcții liniare
- funcții liniare pe porțiuni
- funcții continue, topologie compactă deschisă
- toate funcțiile, spațiul convergenței punctuale
- spațiul Hardy⁠(d)
- spațiul Hölder⁠(d)
- funcțiile càdlàg function⁠(d), cunoscute și sub numele de spațiul Skorohod⁠(d)

## Normă
Dacă y este un element al spațiului funcțional {\displaystyle {\mathcal {C}}(a,b)} al tuturor funcțiile continue care sunt definite pe un interval închis [a, b], norma {\displaystyle \|y\|_{\infty }}definită pe {\displaystyle {\mathcal {C}}(a,b)} este valoarea absolută maximă a lui y (x) pentru a ≤ x ≤ b , 
{\displaystyle \|y\|_{\infty }\equiv \max _{a\leq x\leq b}|y(x)|\qquad {\text{unde}}\ \ y\in {\mathcal {C}}(a,b)\,.}